# Tomsrtbt

tomsrtbt (Tom’s Root Boot) — это очень маленький по размеру дистрибутив линукс. Название является сокращением от «Tom’s floppy which has a root filesystem and is also bootable.» Его автор, Том Эсер (Tom Oehser), позиционирует его как «Лучший дистрибутив Линукс на одной дискете» (The most GNU/Linux on one floppy disk), содержит множество консольных утилит для восстановления системы (Линукс и прочих операционных систем). Также включает в себя обширное количество программ для работы с сетью и аппаратным обеспечением.
Он может быть создан из среды Линукса или Microsoft Windows 95, 98 или ME, запущенного в режиме эмуляции MS-DOS. Нельзя создать дискету Tomsrtbt из операционных систем Microsoft Windows NT, XP или Vista (их драйвер дисковода не поддерживает расширенный формат), хотя можно записать образ на стандартную дискету 1.44МБ, отформатированную с более высокой плотностью 1.722МБ, или на CD. Поддерживается чтение/запись на множество различных файловых систем, таких как: ext2/ext3 (используются в Линукс), FAT (используются в DOS и Windows), NTFS (используется в Windows NT, 2000, and XP), а также Minix (используется операционной системой Minix).
Часть утилит Tomsrtbt написаны на языке программирования Lua, другая часть использует BusyBox. Опции компилятора, позволяющие сэкономить дисковое пространство, были использованы повсеместно. Ядро было исправлено для поддержки загрузки образа сжатого с помощью bzip2, и в нескольких случаях были выбраны более ранние или альтернативные версии программ, в связи с их меньшим размером.
Последняя версия — 2.0.103 была выпущена в мае 2002 года.